# シャングリラ (チャットモンチーの曲)
「シャングリラ」は、チャットモンチーの3枚目のシングル。2006年11月15日発売。発売元はKi/oon Records。

## 解説
初回限定盤のみ特殊印刷&スーパーピクチャーレーベル仕様。
リリース前に当時のラジオ『oatle Beat』で「カップリング（小さなキラキラ、迷迷ひつじ）の方が良いです」と紹介された。これはそのままの意味ではなく、それぐらいカップリング曲の出来にも自信があったということである。
この曲でオリコンシングルチャートで初のトップ10入りし、チャットモンチー最大のヒットシングルになった。

## 収録曲
- 全作曲：橋本絵莉子

1. シャングリラ
作詞：高橋久美子
  - フジテレビ系アニメ『働きマン』エンディングテーマ
  - tvk『saku saku』2006年11月度エンディングテーマ
  - 歌詞中に出てくる「シャングリラ」とは、恋人の名前（女性の名前）であり、地上の楽園などを意味する「シャングリラ」とは関係ない。
2. 小さなキラキラ
作詞：高橋久美子
3. 迷迷ひつじ
作詞：福岡晃子
  - チャットモンチー初のクリスマスソングである。高橋がメンバーに入る前から存在していた曲。

## 収録アルバム
- 『生命力』 (#1)
- 『表情＜Coupling Collection＞』 (#2,3)
- 『チャットモンチー BEST〜2005-2011〜』 (#1)
- 『働きマン オリジナル・サウンドトラック』 (#1)
- 『BEST MONCHY 1 -Listening-』 (#1 シングルバージョンとRemix)

## カバー
- カメレオン・ライム・ウーピーパイ  Ki/oon Musicが始動させた新進気鋭アーティストによるカバー企画 『Room=World』 からの配信。